# Robert García (Politiker, 1933)

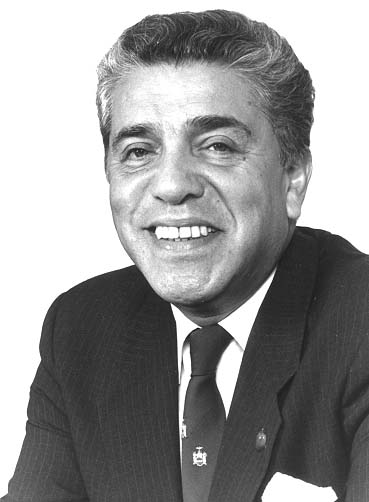
Robert García

Robert García (* 9. Januar 1933 in Bronx, New York; † 25. Januar 2017 in San Juan, Puerto Rico) war ein US-amerikanischer Politiker. Zwischen 1978 und 1990 vertrat er den Bundesstaat New York im US-Repräsentantenhaus.

## Werdegang
Robert García wurde ungefähr sechs Jahre vor dem Ausbruch des Zweiten Weltkrieges in der Bronx geboren und wuchs dort auf. Er besuchte öffentliche Schulen und graduierte 1950 an der Haaren High School in Manhattan. Während des Koreakrieges diente er zwischen 1950 und 1953 in der dritten Infanteriedivision der US-Army. Dann ging er 1957 auf das City College of New York, das Community College of New York und das RCA Institute. Zwischen 1957 und 1965 war er als Computertechniker tätig. Er saß in den Jahren 1965 und 1966 in der New York State Assembly und zwischen 1966 und 1978 im Senat von New York. 1975 wurde er Deputy Minority Leader – eine Stellung, die er bis 1978 innehatte. Als Delegierter nahm er 1976 an der Democratic National Convention in New York City teil. Politisch gehörte er der Demokratischen Partei an.
Er wurde als Republican-Liberal in einer Nachwahl am 21. Februar 1978 im 21. Wahlbezirk von New York in das US-Repräsentantenhaus in Washington, D.C. gewählt, um dort die Vakanz zu füllen, die durch den Rücktritt von Herman Badillo entstand. Nach seiner Wahl wechselte er wieder zu der Demokratischen Partei. Er wurde einmal wiedergewählt. Im Jahr 1982 kandidierte er im 18. Wahlbezirk von New York für den 98. Kongress. Nach einer erfolgreichen Wahl trat er am 4. Januar 1983 die Nachfolge von Sedgwick William Green an. Er wurde vier Mal in Folge in den Kongress wiedergewählt, wo er bis zu seinem Rücktritt am 7. Januar 1990 tätig war.
Zuletzt lebte er in der Bronx.